# Phidiana
Phidiana é um gênero da família Facelinidae.

## Espécies
- Phidiana adiunta (Ortea, Caballer, & Moro, 2004)
- Phidiana alderiana (Deshayes in Fredol, 1865)
- Phidiana anulifera (Baba, 1949)
- Phidiana attenuata (Couthouy in Gould, 1852)
- Phidiana bourailli (Risbec, 1928)
- Phidiana brevicauda (Engel, 1925)
- Phidiana brocki (Bergh, 1888)
- Phidiana caerulescens (Gray, 1850)
- Phidiana crassicornis (Eschscholtz, 1831)
- Phidiana hartleyi (Burn, 1962)
- Phidiana hiltoni (O'Donoghue, 1927)
- Phidiana inca (Orbigny, 1837)
- Phidiana indica (Bergh, 1896)
- Phidiana iodinea (Cooper, 1863)
- Phidiana lascrucensis (Bertsch & Ferreira, 1974)
- Phidiana longicauda (Quoy & Gaimard, 1832)
- Phidiana longicirrha (Eliot, 1906)
- Phidiana lottini (Lesson, 1831)
- Phidiana lynceus (Bergh, 1867)
- Phidiana mariadelmarae (Garcia & Troncoso, 1999)
- Phidiana militaris (Alder & Hancock, 1864)
- Phidiana milleri (Rudman, 1980)
- Phidiana morroensis (Roller, 1972)
- Phidiana natans (d’Orbigny, 1837)
- Phidiana newcombi (Angas, 1864)
- Phidiana nigra (MacFarland, 1966)
- Phidiana obscura (Risbec, 1928)
- Phidiana patagonica (Orbigny, 1837)
- Phidiana pegasus (Willan, 1987)
- Phidiana pugnax (Lance, 1962)
- Phidiana riosi (Garcia & Troncoso, 2003)
- Phidiana salaamica (Rudman, 1980)
- Phidiana selencae (Bergh, 1879)
- Phidiana stearnsi (Cockerell, 1901)
- Phidiana tenuis (Eliot, 1905)
- Phidiana unilineata (Alder & Hancock, 1864)